# Agustí Castellví i Canalies
Agustí Castellví i Canalies, nascut al segle xix a Molins de Rei i establert a Saragossa, va ser l'inventor del fre per a trens Castellvi.
L'agost de 1859 presenta la patent "Màquina-fre per a detenir la marxa i la força dels trens". El nou sistema era força innovador, ja que permetia reduir enormement la distància de frenat dels trens. Així, en les proves que es feren del sistema el 12 de juliol de 1860, amb unes velocitats entre 41 i 50 Km/h el fre Castellví va aconseguir parar el tren amb entre 78 i 198 metres, metre que amb la prova comparativa amb els frens habituals el tren va parar després de 804 metres.
Més proves es varen fer en anys subsegüents, arribant a la conclusió que els frens Castellví eren superiors als models més enginyosos de l'època representats pels frens Guérin, d'origen francès, d'acord amb els enginyers que en varen fer les proves, principalment a la línia Barcelona-Saragossa.
La patent es va aprovar el 4 de juliol del 1862 i se li va concedir a Castellví, que va crear la societat Castellví y Cía per tal d'explotar el fre Castellví.
El 1862 es va establir com obligatori l'ús del fre Castellví a tots els trens de l'estat espanyol.